# Svedberg
Svedberg lub Swedberg (skrót: S, rzadziej Sv) – jednostka stałej sedymentacji Svedberga równa 10-13 sekundy. Nazwa pochodzi od nazwiska noblisty Theodora Svedberga.
Wyizolowane, przez ultrawirowanie roztworów powstałych po lizie komórek (tzw. lizatów), podjednostki rybosomów, zostały nazwane zgodnie z ich właściwościami sedymentacyjnymi zależnymi od kształtu i masy cząstek, a także właściwości fizycznych roztworu, w którym sedymentują. Współczynniki sedymentacji dwóch podjednostek rybosomów eukariotycznych wynoszą 40·10-13 s i 60·10-13 s, stąd ich nazwy to odpowiednio 40S i 60S.